# Charles Pigeon
Pour les articles homonymes, voir Pigeon (homonymie).
Charles Pigeon né le 29 mars 1838 au Mesnil-Lieubray (Seine-Maritime) et mort le 18 mars 1915 à Paris est un inventeur et entrepreneur français.

## Biographie
Si Charles Pigeon n'a pas, à proprement parler, inventé la lampe à essence, il est, par contre, le premier à produire et commercialiser un appareil d'éclairage portatif à essence breveté, ininflammable et inexplosible, reconnaissable par le dessin d'un pigeon posé sur un globe terrestre tenant en son bec une lampe.
Le brevet fut déposé sous le no 162634 en date du 9 juin 1884. La lampe Pigeon fut présentée à l'Exposition universelle de 1900.
Charles Pigeon meurt à son domicile à Paris au 54, rue de Rennes, le 18 mars 1915.

## Inventions Pigeon
| Numéro  | Date dépôt | Objet                                               |
| ------- | ---------- | --------------------------------------------------- |
| 162 634 | 09.06.1884 | Lampe à essence de sécurité inexplosible            |
| Additif | 14.07.1884 | Lampe à essence standard                            |
| 191 657 | 07.07.1888 | Table-bureau spéculum                               |
| 275 903 | 14.03.1898 | Système de roue hydraulique dite : moteur Pigeon    |
| 298 077 | 12.03.1900 | Verre pour laboratoire de photographie              |
| 298 078 | 12.03.1900 | Nouveau bec de lampe pour bougie à essence          |
| 301 977 | 07.07.1900 | Nouveau bec pour lampe à essence tous types         |
| 307 858 | 05.02.1901 | Nouveau réchaud à alcool type Le Sauveur            |
| 335 388 | 16.09.1903 | Bandage de roue de véhicules                        |
| 345 952 | 31.08.1904 | Bandage de roue de véhicules                        |
| 389 114 | 11.04.1908 | Support à ailettes pour réchaud à alcool Le Sauveur |
| Additif | 06.05.1909 | Nouveau bec pour lampes à essence tous types        |
| 415 539 | 19.08.1910 | Régulateur à suspension graduée                     |
| 548 259 | 06.03.1922 | Réchaud pour fer à friser                           |
| 558 329 | 06.11.1922 | Bec brise-bise pour lampe à essence                 |
| 576 549 | 01.02.1924 | Réchaud à alcool inexplosible à gazéification       |

Autres brevets mentionnés dans les écrits de l’inventeur :
- brevet de défense sous-marine (offert à la Marine de guerre) ;
- matelas de sauvetage insubmersible (offert à la Marine de guerre) ;
- table de nuit salubre et inodore ;
- palonnier à traction.

## Sépulture de la famille Pigeon
Charles Pigeon est inhumé avec son épouse Thérèse (morte en 1909) à Paris au cimetière du Montparnasse (22e division), dans une spectaculaire tombe en bronze et en pierre, commandée en 1905, sculptée par un artiste anonyme. Les gisants des deux époux y sont représentés en tenue de ville — manteau pour l'un, robe élégante et coiffe pour l'autre —, dans un lit monumental dont le pied richement orné est surmonté d'une plante verte en bronze. Elle est étendue, et lui à demi-allongé à sa gauche, tourné vers elle en appui sur un coude, interrompant les notes qu'il écrivait dans un livre qu'il tient de la main gauche. Des pots à feu en porphyre ornent le chevet. Celui-ci est surmonté par un ange tenant une palme et un flambeau.

Sépulture de la famille Pigeon, Paris, cimetière du Montparnasse
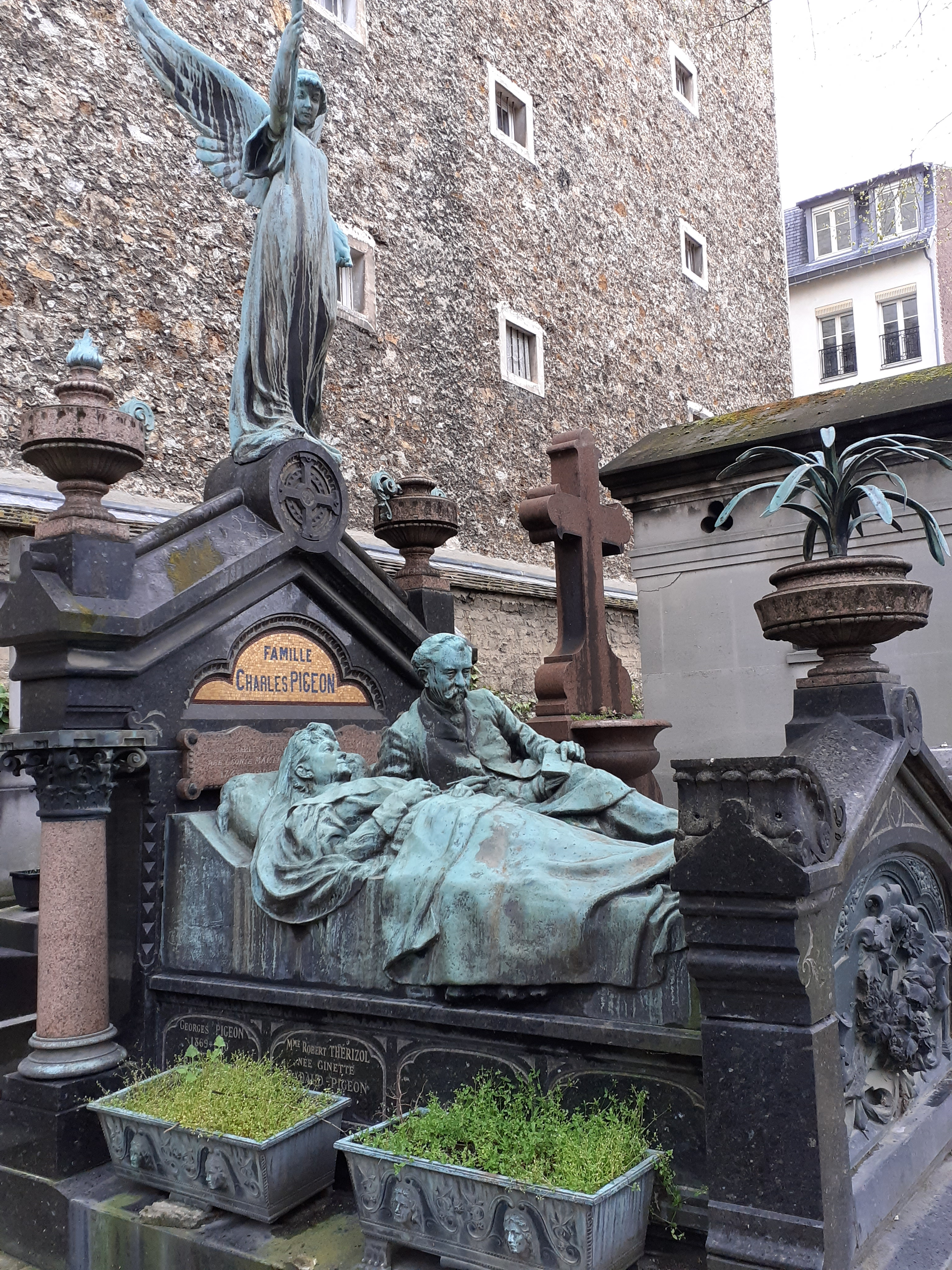
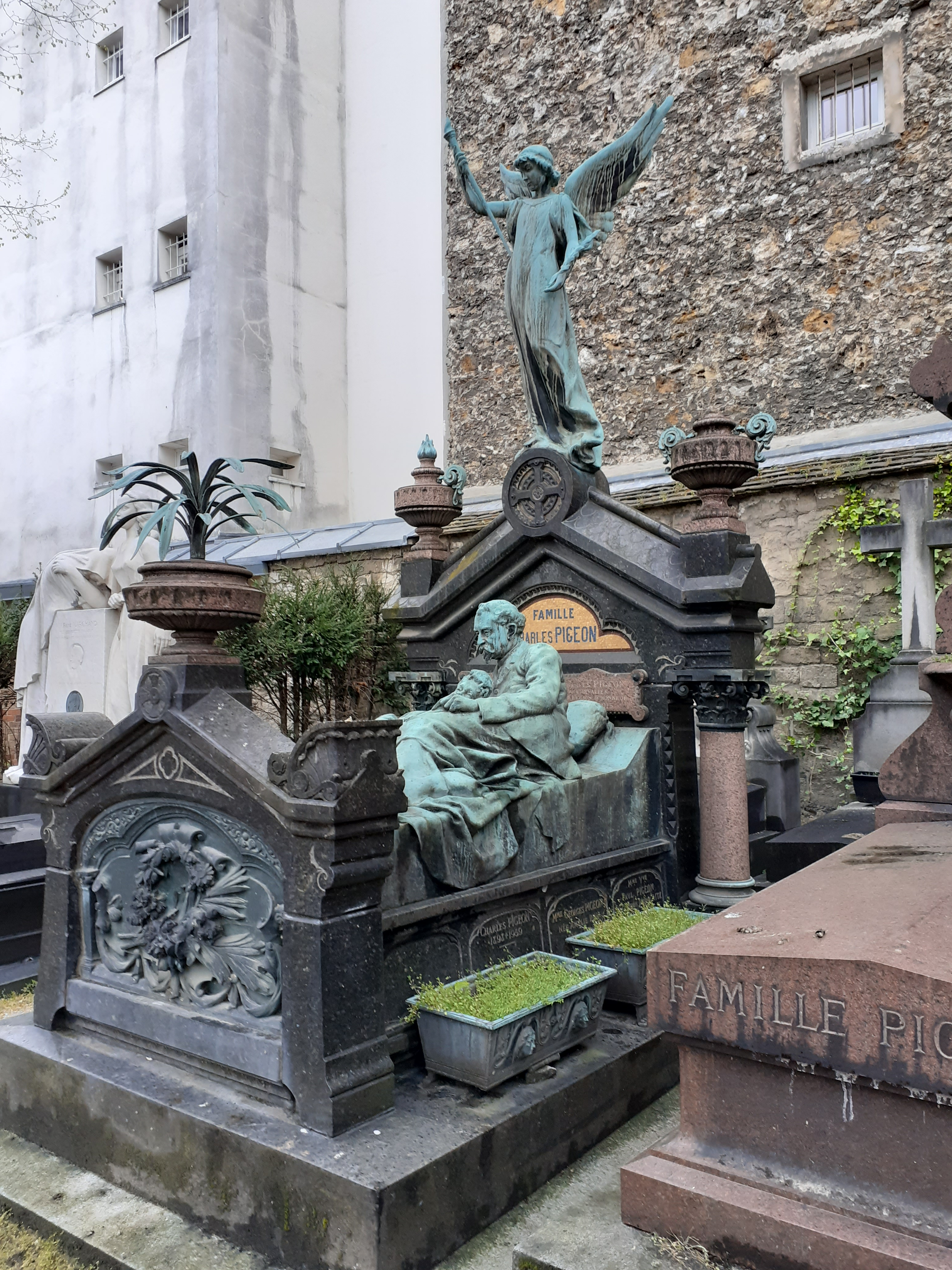
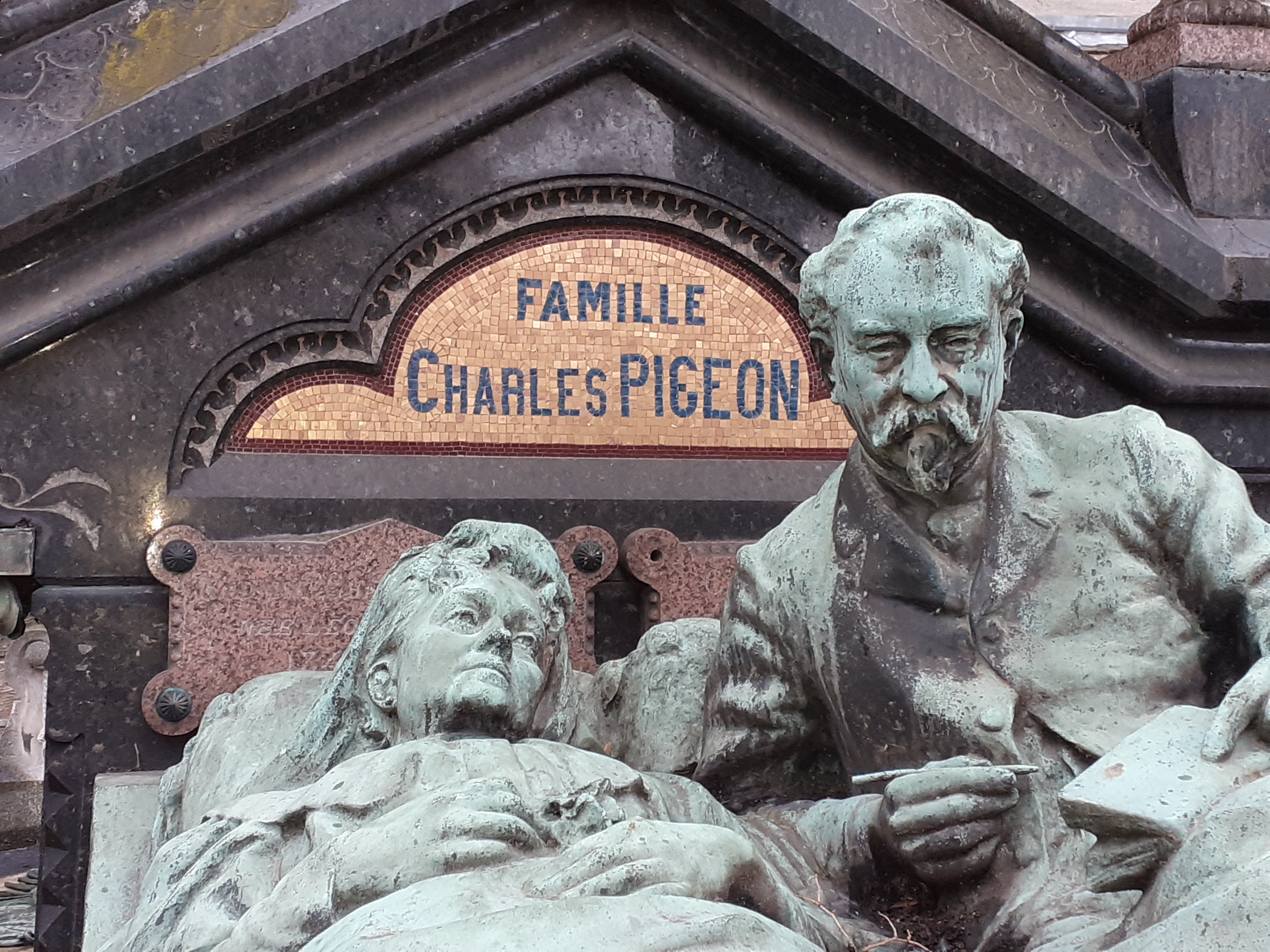